# Aigai (Eolide)
Aigai o Ege (in greco antico: Αἰγαί o Αἰγαῖαι; in latino Aegae o Aegaeae; in turco Nemrutkale o Nemrut Kalesi) è stata una città antica greca nell'Eolide (Asia Minore), citata da Erodoto e da Strabone come parte della dodecapoli eolia. Fu sede di un importante santuario dedicato ad Apollo. Raggiunse il massimo splendore sotto gli Attalidi di Pergamo nel III e II secolo a.C..
I resti della città antica si trovano presso il moderno villaggio di Yuntdağı Köseler, nella provincia di Manisa, in Turchia, ad una discreta altitudine, quasi in cima al monte Gün (Gün Dağı), parte della catena montuosa di Yunt (Dağları).

## Storia
La città appartenne alla Lidia e passò con essa all'impero achemenide e quindi ai Seleucidi e al regno di Pergamo. Contesa tra gli Attalidi e i Seleucidi, fu definitivamente ripresa da Attalo I di Pergamo nel 218 a.C. e nel 156 a.C. fu distrutta nell'attacco del re Prusia II, re di Bitinia contro Attalo II di Pergamo. Nella successiva pace, imposta dai Romani, il re di Bitinia fu costretto a rimborsare le distruzioni subite da diverse città, tra cui Aigai, con cento talenti. Sotto il governo degli Attalidi vennero costruiti il mercato e un tempio di Apollo.
Come tutto il regno di Pergamo entrò a far parte della provincia romana d'Asia nel 129 a.C.. Fu distrutta, insieme ad altre dodici città da un terremoto nell'anno 17 d.C. e ricostruita con il sostegno dell'imperatore Tiberio.
La monetazione della città iniziò con il III secolo a.C. e terminò alla metà del III secolod.C.
Fu sede della diocesi di Ege, menzionata dalla metà del III secolo d.C.
I primi visitatori europei della città furono William Mitchell Ramsay e Salomon Reinach nel 1880, seguiti da Richard Bohn e Carl Schuchhardt, che esaminarono il sito in collegamento con gli scavi di Pergamo.
Dal 2004 il sito è stato oggetto di scavi della Ege Üniversitesi di Smirne, diretti da Ersin Doğer..

## Resti
La città si trova su un altopiano in cima al monte Gün (Gün Dağı), che ha pendici ripide con un più facile accesso da nord. Il ripiano fu circondato da mura, per una lunghezza di 1,5 km. Sul lato orientale ci sono i resti dell'edificio di un mercato su tre piani, alto 11 m e lungo 82 m., il cui piano superiore fu rinnovato in epoca romana. Il piano terra comprende 16 coppie di ambienti uno dietro l'altro, con porta e finestre, aperti su una terrazza verso est. Al piano superiore sono ambienti simili, comunicanti per mezzo di passaggi arcuati. All'ultimo piano una galleria si apriva su un'ampia terrazza verso ovest, interpretata come l'agorà.
L'acropoli era articolata su più terrazze. Sono presenti inoltre un odeon, un ginnasio, un bouleuterion e, nell'angolo nord-ovest, le fondazioni di tre templi, uno dei quali secondo un'iscrizione rinvenuta, doveva essere dedicato a Demetra e Core. Ad ovest restano i corridoi voltati che sorreggevano la cavea di un teatro
A circa 5 km ad est della città, presso il fiume che scorre presso le rovine, restano le fondazioni del santuario dedicato ad Apollo Chresterios. Sono testimoniate da iscrizioni e notizie dediche al santuario di Filetero, il capostipite degli Attalidi di Pergamo (morto nel 263 a.C.) e rimangono i resti del tempio ionico periptero, dedicato dai Pergameni sotto il proconsole Publio Servilio Isaurico (46 a.C.), con i muri della cella e gli stipiti monolotici della porta..

## Galleria d'immagini

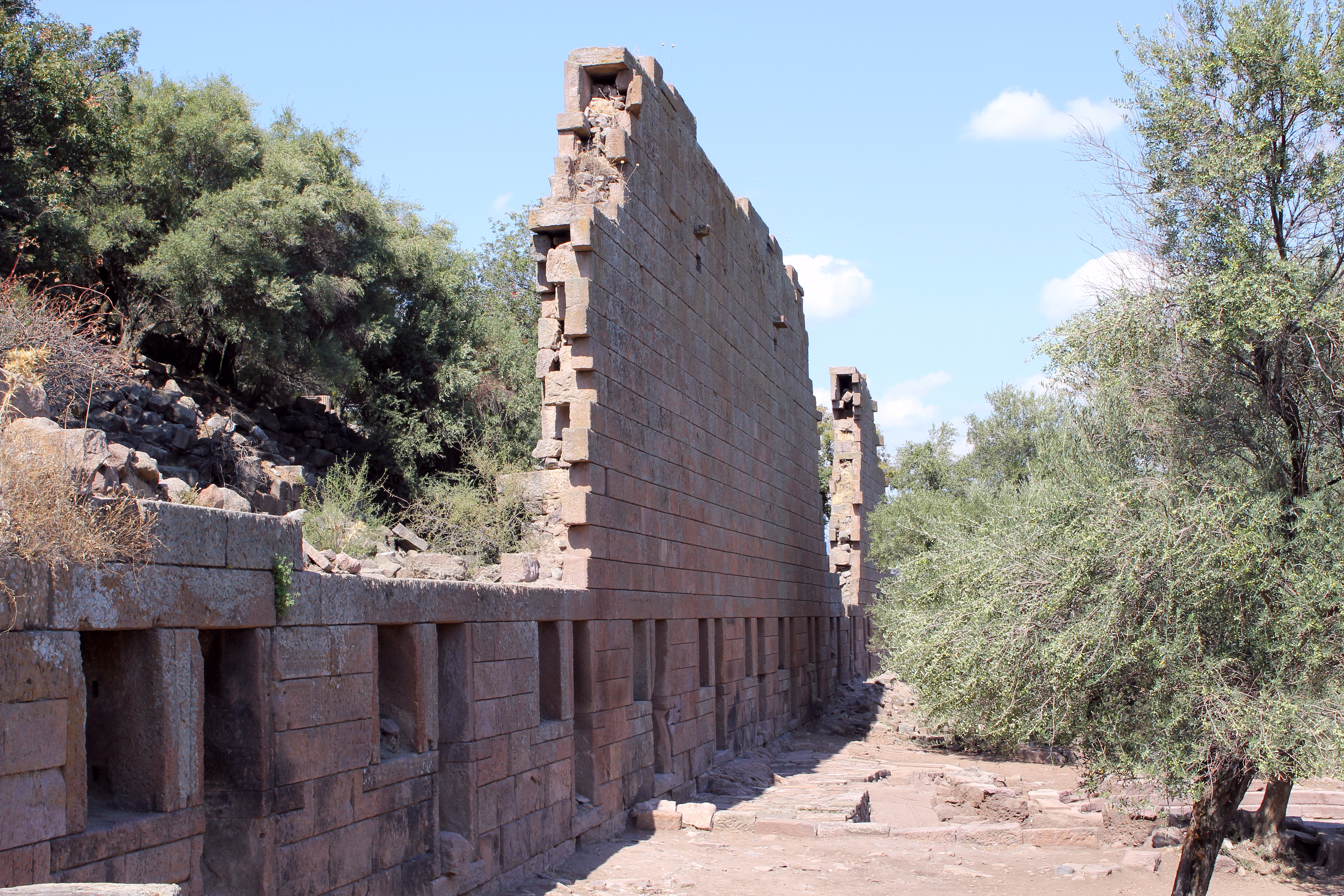
Edificio del mercato, facciata
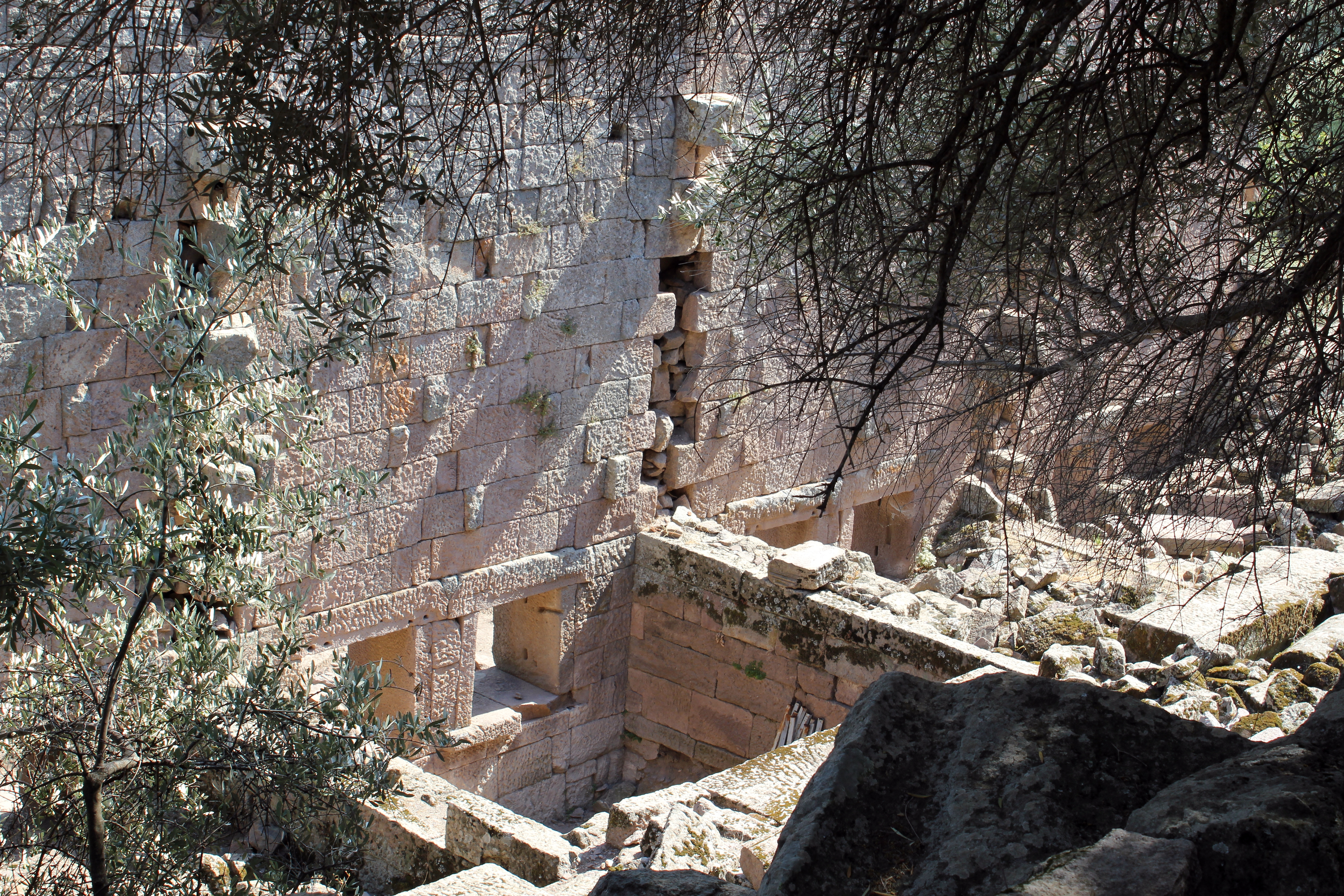
Edificio del mercato, interno
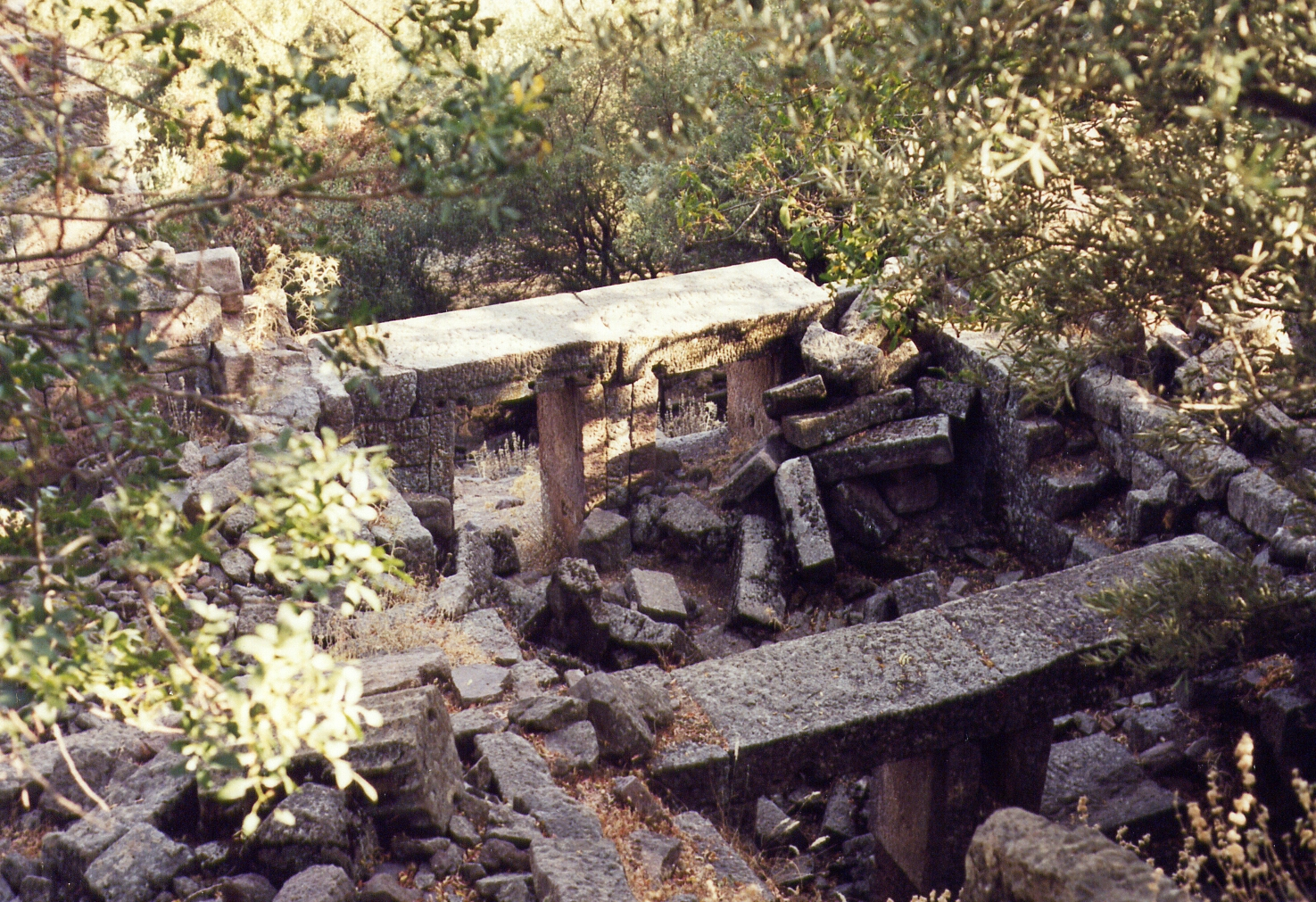
Edificio del mercato, interno
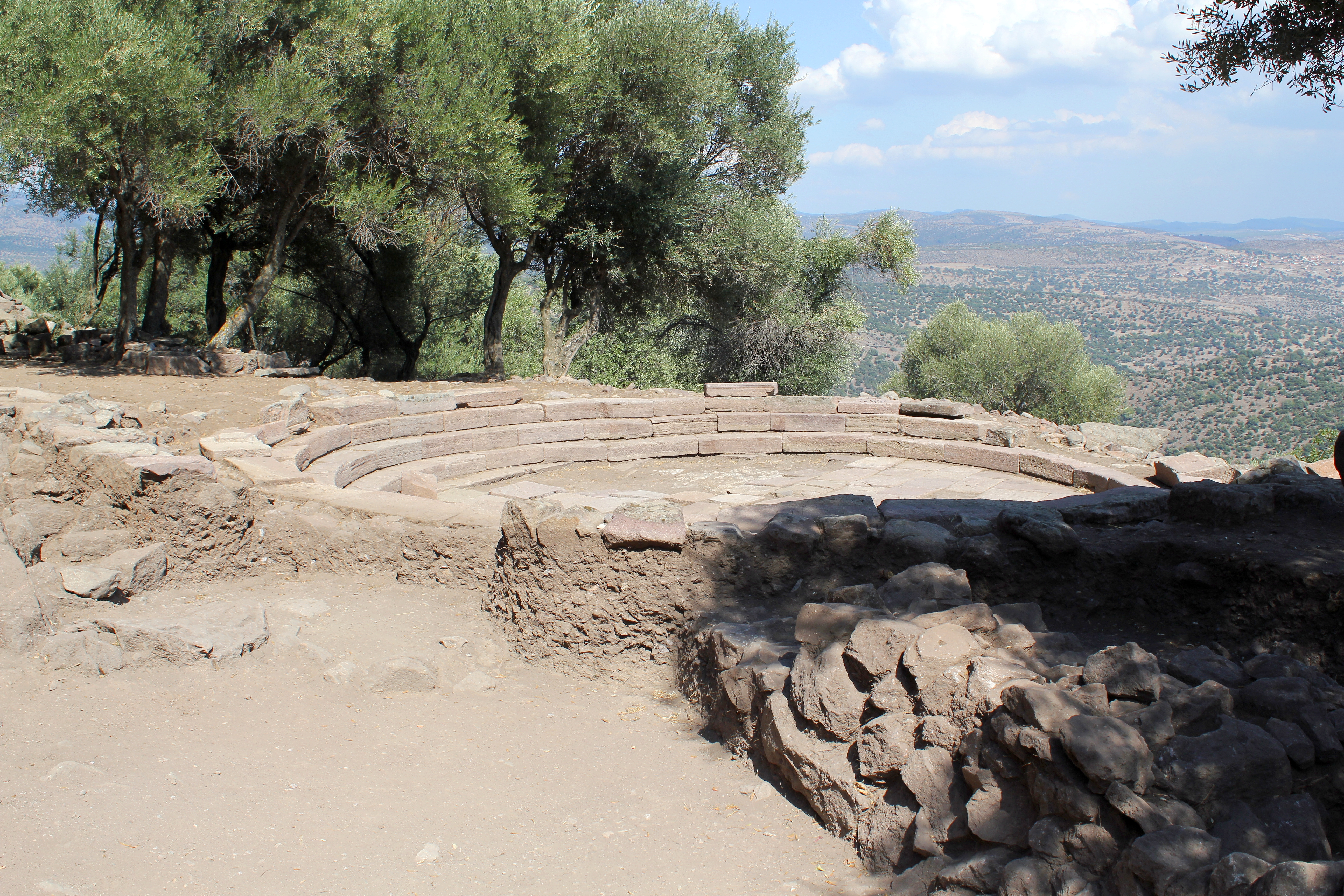
Odeon
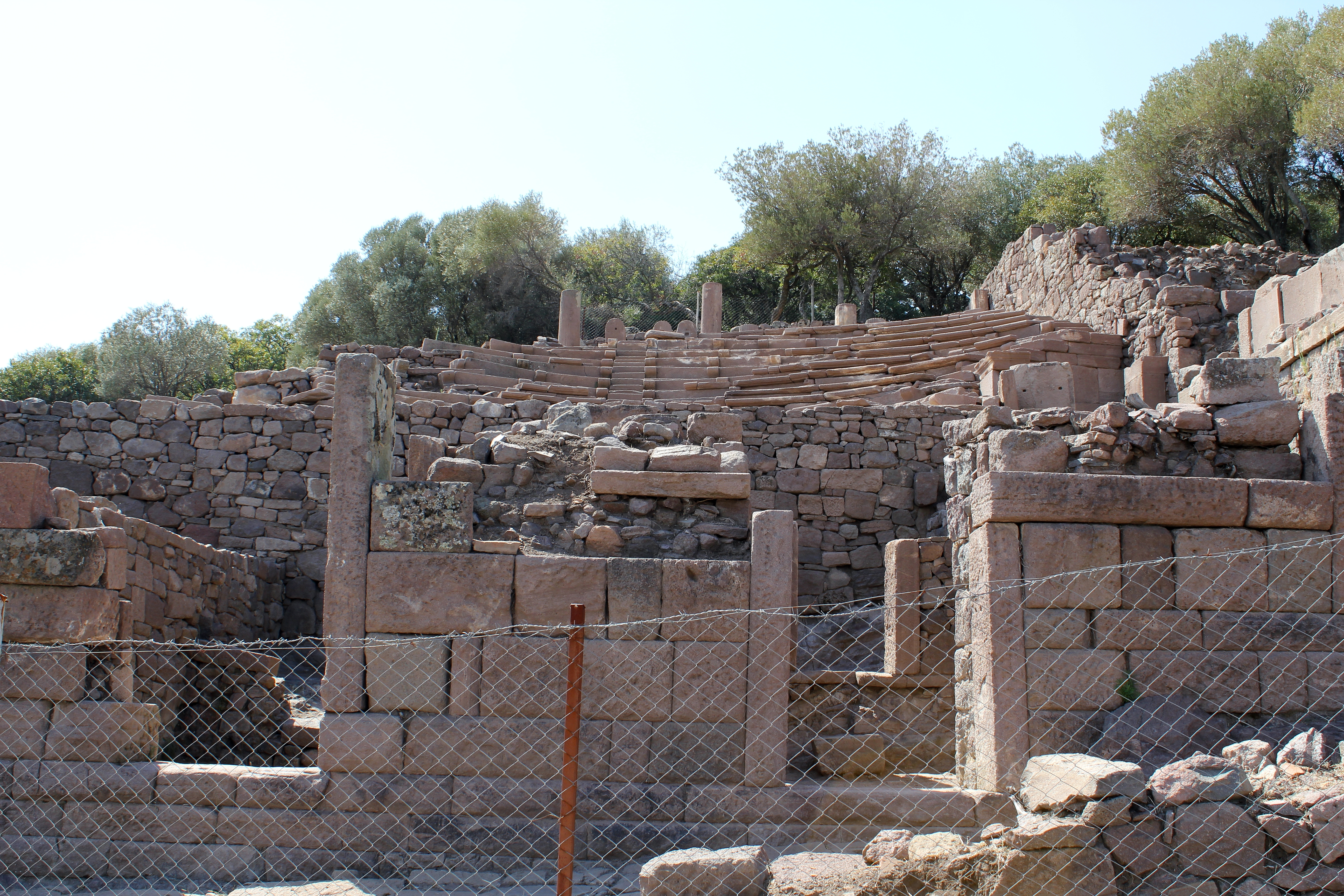
Bouleuterion, facciata
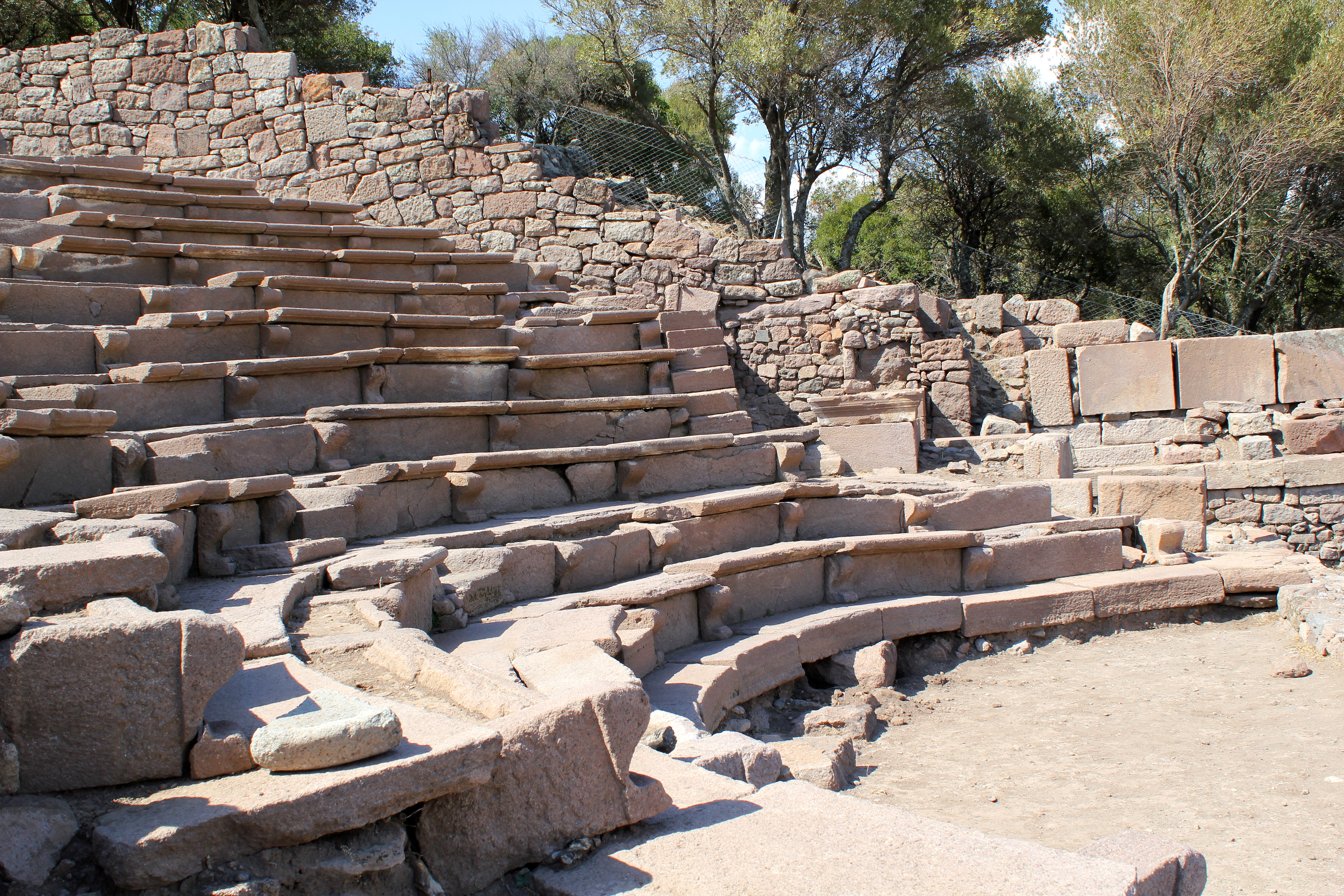
Bouleuterion, interno
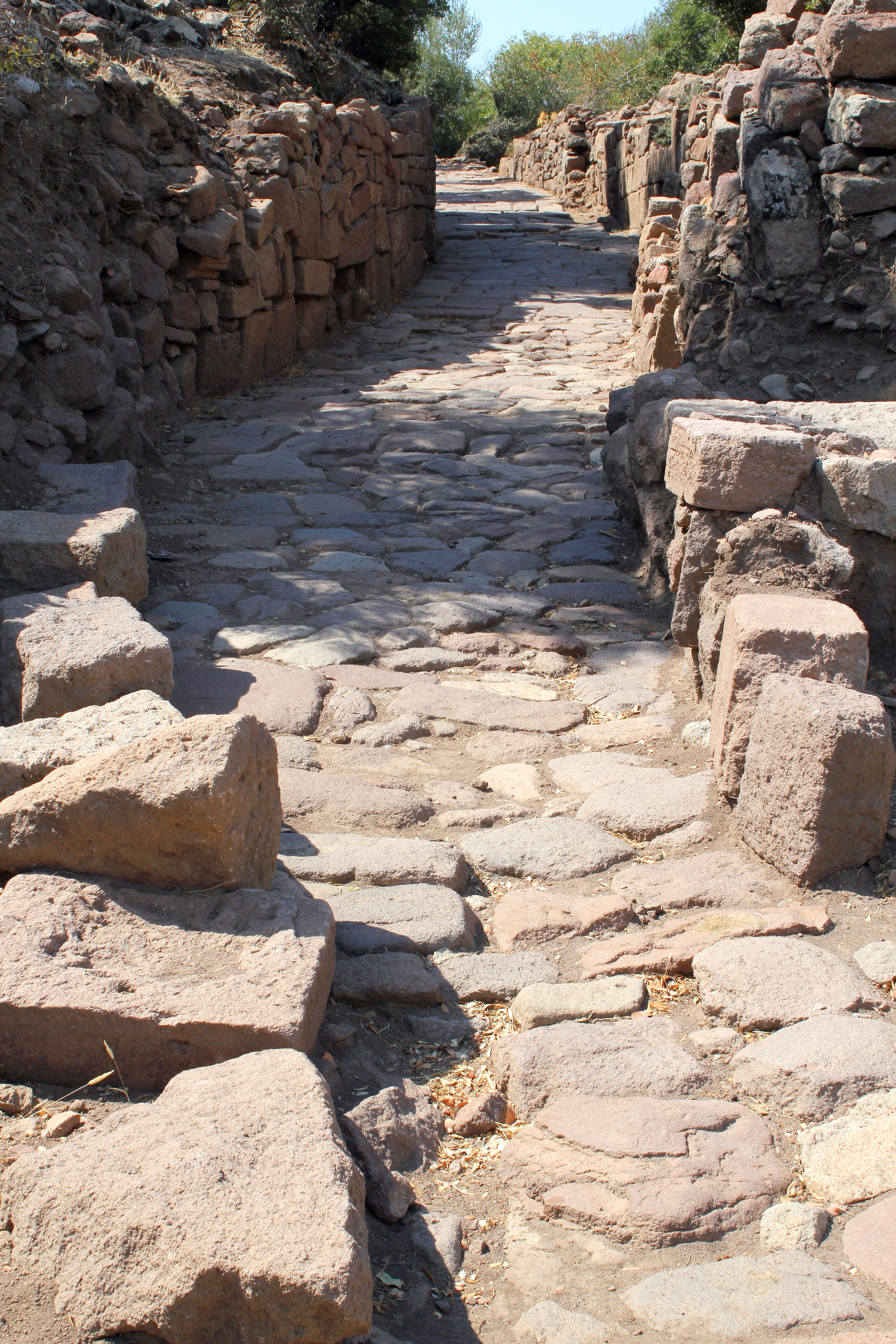
Una strada